# Germán Valera
Germán Valera, né le 16 mars 2002 à Murcie en Espagne, est un footballeur espagnol qui évolue actuellement au poste d'ailier droit au Elche CF, en prêt de Valence CF.

## Biographie

### En club
Né à Murcie en Espagne, Germán Valera est formé par l'Atlético de Madrid, qu'il rejoint en 2018 en provenance du Villarreal CF.
Valera joue son premier match avec l'équipe première le 4 janvier 2020, à l'occasion d'une rencontre de championnat face au Levante UD. Il entre en jeu à la place de João Félix lors de cette rencontre remportée par son équipe (2-1),.
Le 1er février 2021, il est prêté au CD Tenerife jusqu'à la fin de la saison. Il inscrit son premier but en professionnel avec Tenerife, dès son premier match avec le club, le 13 février 2021 face à la SD Ponferradina. Il marque le but de la victoire après être entré en jeu (1-0 score final)
Alors qu'il a participé à la préparation d'avant saison avec l'Atlético de Madrid à l'été 2021, Germán Valera est prêté avec option d'achat le 8 août 2021 à la Real Sociedad, où il évoluera dans un premier temps avec l'équipe B entraînée par Xabi Alonso et qui vient de monter en deuxième division espagnole.
Le 19 septembre 2021, l'entraîneur Imanol Alguacil lui donne sa chance en équipe première en le faisant entrer en jeu contre le Séville FC, lors d'un match de Liga. Les deux équipes se neutralisent ce jour-là (0-0).
Le 8 août 2023, Germán Valera rejoint le Real Saragosse sous la forme d'un prêt d'une saison.
Germán Valera est prêté le 3 février 2025 au Elche CF jusqu'à la fin de la saison, sans option d'achat.

### En sélection nationale
Germán Valera représente l'équipe d'Espagne des moins de 17 ans, jouant un total de 21 matchs pour quatre buts. Dans cette équipe où il officie comme capitaine, il inscrit son premier but contre la Grèce le 25 mars 2019, participant à la victoire des siens (2-0). Avec cette sélection il participe au championnat d'Europe des moins de 17 ans en 2019. Lors de cette compétition organisée en Irlande, il joue quatre matchs, tous en tant que titulaire. Les espagnols se hissent jusqu'en demi-finale, où ils sont battus par les Pays-Bas (1-0). 
Quelques mois plus tard, toujours avec les moins de 17 ans, Valera participe à l'édition 2019 de la coupe du monde des moins de 17 ans, qui se déroule au Brésil. Il joue quatre matchs durant ce tournoi, où il marque trois buts. Sa première réalisation face au Tadjikistan (victoire 5-1 de l'Espagne), la deuxième contre le Sénégal en huitièmes de finale (2-1 pour l'Espagne), et la troisième en quarts de finale, où les jeunes espagnols sont éliminés par la France, sur un score large de six buts à un.